# Хугаев, Георгий Доментьевич
Гео́ргий Доме́нтьевич Хуга́ев (осет. Хуыгаты Доментийы фырт Геор; 1922—2005) — советский и российский театральный режиссёр, драматург, педагог. Народный артист РСФСР (1974). Лауреат Государственной премии РСФСР им. К. С. Станиславского (1984). Художественный руководитель и главный режиссёр Северо-Осетинского государственного академического театра им. В. В. Тхапсаева.

## Биография
Георгий Хугаев родился 9 января 1922 года в селе Ногир Горской АССР (ныне Республика Северная Осетия-Алания) в семье военного деятеля, полного кавалера Георгиевского креста Доментия Хугаева. После посещения в 1935 году спектакля «Две сестры» Е. Бритаева на сцене только что открытого Осетинского театра решил связать свою жизнь с театром.
В 1939—1941 гг. учился в студии при Северо-Осетинском музыкально-драматическом театре. В 1942 году был принят в театр в качестве актёра. За время работы в театре сыграл 16 ролей.
В 1947 году поступил на режиссёрское отделение ГИТИС им. А. В. Луначарского.
После окончания института в 1952 году стал режиссёром в Северо-Осетинском музыкально-драматическом театре, а через некоторое время назначен художественным руководителем и главным режиссёром театра.
Хугаев осуществил целый ряд постановок на сцене Осетинского театра, среди которых «Макбет» (1963), «Кориолан» (1968), «Тимон Афинский» (1983, первая постановка пьесы в СССР) У. Шексира, «Желание Паша» Д. Туаева,
Хугаев ставил так же в других театрах СССР и за рубежом, осуществив в общем более 120 постановок.
В 1957 году совместно с драматургом Раисой Хубецовой написал свою первую пьесу «Песнь Софьи», постановку которой осуществил вскоре. Успех спектакля и самой пьесы побудил Хугаева продолжить литературную деятельность. Впоследствии из под его пера вышли 22 пьесы, среди которых пьесы «Муж моей жены», «Моя теща», «Черная бурка» и др., которые с успехом ставятся на сценах многих театров России, а пьеса «Сатти и Батти» в переводе на русский язык и с новым названием «Андро и Сандро» была поставлена на сцене Московского театра Сатиры в 1974 году. Главные роли исполняли Георгий Менглет и Роман Ткачук.
Супруга — Валерия Хугаева (1927—2025), народная артистка РСФСР, артистка Академического русского театра Владикавказа.
Умер в 2005 году. Похоронен на Аллее Славы во Владикавказе

## Творчество

### Постановки
На сцене Осетинского театра:
- «Макбет» У. Шекспира (1963)
- «Кориолан» У. Шекспира (1968)
- «Виндзорские проказницы» У. Шекспира (1971)
- «Гамлет» У. Шекспира (1974)
- «Король Лир» У. Шекспира
- «Тимон Афинский» У. Шекспира (1983)
- «Медея» Еврипида
- «На дне» М. Горького
- «Гроза» А. Островского (1973)
- «Три сестры» А. Чехова
- «Ревизор» Н. Гоголя
- «Власть тьмы» Л. Толстого
- «Восточный дантист» А. Айвазяна
- «Чёрная девушка» Р. Хубецовой (1966)
- «Сармат и его сыновья» Н. Саламова (1967)
- «Первый удар» К. Кюлявкова (1969)
- «Жители нашего города» Х. Цопанова (1970)
- «Второй отец» С. Кайтова (1971)
- «Сослан Царазон» Г. Плиева (1975)
- «Судьи» Г. Плиева (1976)[5]
- «Честь отцов» Г. Хугаева (1973)
- «Сатти и Батти» Г. Хугаева
- «Наёмный вождь» Г. Хугаева и другие.

### Пьесы
- «Песнь Софьи» (1957)
- «Муж моей жены» (1970)
- «Сатти и Батти»
- «Моя тёща» (1969)
- «Богатый дом» (1989)
- «Чепена» (1983)
- «Чёрная бурка»
- «Наёмный вождь»
- «Честь отцов» (1976)
- «Бабуца, Гагуца, Данел и Дарданел»
- «Старый дом»
- «Названные братья»
- «Дочери Нафи и Нафиги»
- «Заплатки»

## Награды и премии
- Орден Дружбы (10 января 2003 года) — за большие заслуги в развитии отечественного театрального искусства[6]
- Орден Дружбы народов
- Орден «Знак Почёта» (5 октября 1960 года) — за выдающиеся заслуги в развитии осетинского искусства и литературы и в связи с декадой искусства и литературы Северо-Осетинской АССР в гор. Москве[7]
- Народный артист РСФСР (1974)
- Заслуженный деятель искусств РСФСР (1969)
- Государственная премия РСФСР имени К. С. Станиславского (1984) — за постановку спектакля «Тимон Афинский» В. Шекспира на сцене Северо-Осетинского ДТ
- Всероссийская театральная премия «Золотая маска» (2004)